# Nati nel 1987/Senza giorno specificato
| Questa pagina contiene informazioni ricavate automaticamente dalle voci biografiche con l'ausilio del template Bio e di un bot. L'aggiornamento è periodico e automatico e ricostruisce completamente la pagina. Se manca una persona in questa lista, sei pregato di non aggiungerla, ma accertati piuttosto che la sua voce biografica contenga il template Bio e che i dati anagrafici siano correttamente compilati. Se il template Bio manca, inseriscilo tu stesso o, in alternativa, metti l'avviso {{tmp\|Bio}} che ne segnala la mancanza. Se i dati riportati sono sbagliati, correggi direttamente la voce biografica; le modifiche saranno visibili in questa lista entro pochi giorni. Per chiarimenti vedi il progetto biografie. La lista contiene solo le 81 persone che sono citate nell'enciclopedia e per le quali è stato implementato correttamente il template Bio. Pagina aggiornata al 2 giu 2025. |

- Omowunmi Akinnifesi, modella nigeriana
- Cristin Alexander, modella britannica
- Alejandra Barillas, modella guatemalteca
- Bradley Bennett, ex giocatore di football americano australiano
- Mariann Birkedal, modella norvegese
- Jeremy Blackman, attore, musicista e cantante statunitense
- Eli Bush, produttore cinematografico, produttore teatrale e produttore televisivo statunitense
- Aaron Carbury, giocatore di football americano australiano
- Guglielmo Castelli, artista italiano
- Tracy Chou, informatica e attivista statunitense
- Hollie Cook, cantante britannica
- Michele Cortella, ex sciatore alpino italiano
- Alexandra Crandell, modella statunitense
- Marco Cubeddu, scrittore italiano
- Agam Darshi, attrice britannica
- Patrick Dorgan, cantante danese
- Maryam Durani, attivista afghana
- Álvaro Fadini, giocatore di football americano brasiliano
- Vhils, artista portoghese
- Silvestro Franchini, ex sciatore alpino italiano
- María Teresa Francville, modella italiana
- Théo Frilet, attore francese
- Meriam George, modella egiziana
- Ian Goodfellow, informatico statunitense
- Gabriella Grassl, ex sciatrice alpina svedese
- Simona Gretchen, cantautrice italiana
- Li Guangsu, astronauta cinese
- Esperanza Guardado, attrice e modella spagnola
- Meredith Hagner, attrice statunitense
- India Hair, attrice francese
- Mina Hayashi, modella giapponese
- Thea Hjelmeland, cantante norvegese
- Nicolás Isasi, regista, sassofonista e critico d'arte argentino
- Lyndee Janowiak, ex sciatrice alpina statunitense
- Nieve Jennings, modella scozzese
- Nao, cantautrice e produttrice discografica britannica
- Mariatu Kamara, scrittrice e attivista sierraleonese
- Muneyuki Kaneshiro, fumettista giapponese
- Tunji Kasim, attore britannico
- Arinzé Kene, attore e drammaturgo nigeriano
- Sanna Kling, ex sciatrice alpina svedese
- Perihan Koca, politica e insegnante turca
- Anna Kocken, ex sciatrice alpina svedese
- Petro Kyrylenko, astronomo ucraino
- Letizia Lamartire, regista e sceneggiatrice italiana
- Mayra Leal, attrice e modella statunitense
- Alison Leighton, ex sciatrice alpina canadese
- Igor Levit, pianista russo
- Lorn, musicista e disc jockey statunitense
- Anni B Sweet, cantautrice spagnola
- Oscar Machapa, calciatore zimbabwese
- Roya Mahboob, imprenditrice afghana
- Anneli Mattila, cantante finlandese
- Lady Mina, modella ecuadoriana
- Sara Nović, scrittrice e traduttrice statunitense
- James Perrineau, giocatore di football americano britannico
- Daniel Pimentel, modello brasiliano
- Melody's Echo Chamber, cantante e musicista francese
- Jasmine Rae, cantautrice australiana
- Natalia Rodriguez, modella argentina
- Katherine Rundell, scrittrice britannica
- Ibrahim Salah, calciatore egiziano
- Rodolfo Santos, giocatore di football americano brasiliano
- Matias Sarvela, ex giocatore di football americano finlandese
- Josefina Scaglione, attrice e cantante argentina
- Michaela Smutná, ex sciatrice alpina ceca
- Trần Thị Hương Giang, modella vietnamita
- Edoardo Tresoldi, scultore italiano
- Tomaž Velečič, ex sciatore alpino sloveno
- Daniel Warren Johnson, scrittore, disegnatore e illustratore statunitense
- Melinda Weaver, giocatrice di softball australiana
- Ann West, ex sciatrice alpina statunitense
- Sarah West, cantautrice danese
- Meganne Christian, chimica britannica
- Xiao Tang, modella cinese
- Diana Zaripova, modella russa
- Zhang Hanyi, regista e sceneggiatore cinese
- Zhang Ningning, modella cinese
- Sarah al-Amiri, politica e ingegnere emiratina
- Turki bin Salman Al Sa'ud, imprenditore saudita
- Ruby Frost, cantautrice neozelandese